# White Texas Everbearing
 'White Texas Everbearing' es un cultivar de higuera de tipo higo común Ficus carica bífera, de higos de piel color verde hierba. En América del Norte son capaces de ser cultivadas en USDA Hardiness Zones 8 a 10.

## Sinonimia
- „Sin sinónimo“,[4][5]

## Historia
'White Texas Everbearing' es una variedad de mutación que se encuentra en un
huerto de higos 'Celeste' en la zona centro sur de Texas. Actualmente lo propagan en « “Aldrich Nursery” » (justo al sur de San Antonio).

## Características
Las higueras 'White Texas Everbearing' se pueden cultivar en USDA Hardiness Zones 8 a 10, también es posible cultivarlo y que de frutos en contenedores para patios, lo que le hace ideal para cultivar en zonas muy frías. La resistencia al frío es bastante fuerte. No se ha observado ningún daño relacionado con el frío después de más de dos semanas a -15 °C por la noche y -10 °C durante el día. Los brotes de fruta soportan los rigores del invierno, así como los cambios repentinos en las temperaturas de primavera
'White Texas Everbearing' son brevas e higos de tamaño mediano a grande, extraordinariamente dulce y sabroso. Piel de color ámbar blanquecino y un interior con pulpa ámbar dorada. Estas higueras son muy productivas. Su sabor es muy dulce y tiene gota de resina en la entrada del ostiolo que lo hace más impermeable a los insectos indeseables y al agriado después de una lluvia.
La cosecha de Brevas madura a fines de junio. La cosecha principal de higos madura y comienza a madurar en agosto y dura hasta las escarchas.

## Cultivo
'White Texas Everbearing' se cultiva sobre todo en huertos y jardines particulares en La Florida, Texas y la zona sureste de Estados Unidos con aprovechamiento como higo fresco e higo seco.